# The Legend of Heroes: Trails through Daybreak II
The Legend of Heroes: Trails through Daybreak II (英雄伝説 黎の軌跡II -CRIMSON SiN-, Eiyuu Densetsu Kuro no Kiseki II -CRIMSON SiN-, lit: 'La llegenda dels herois: Traces negres II - Pecat carmesí') és un videojoc de rol desenvolupat per Nihon Falcom. Va sortir a la venda el 29 de setembre de 2022 al Japó per a les consoles PlayStation 4 i PlayStation 5. Clouded Leopard Entertainment va publicar-ne un port de Windows a Àsia el 25 de gener de 2023. El joc va sortir en anglès de mà de NIS America el 14 de febrer de 2025 per a diferents plataformes. Una seqüela, Trails Beyond the Horizon, es va publicar el 2024.

## Història
És l'any 1209 del Calendari Septià, l'amenaça de l'organització mafiosa Almata ha passat, i la República del Calvard ha recuperat la seva antiga tranquil·litat. Però un dia... en un racó d'Edith, la capital de la República, succeeix un estrany incident en què un membre de les de la DCI (Divisió Central d'Intel·ligència) és brutalment assassinat per algú. Aleshores el Departament de Policia de Calvard i el Gremi de Guardabraços es posen a investigar-ho. El món criminal, que s'ensuma un nou conflicte, comença a actuar en secret.
Llavors en Van Arkride, l'spriggan, s'hi veu involucrat. La visita d'una persona inesperada fa que hagi d'obrir una nova investigació per descobrir el responsable de la matança i què pretén. L'Agnès, mentrestant, busca l'últim llegat del seu besavi, el "Vuitè Gènesi". El rugit d'una bèstia tenyida de negre-carmesí i un encontre amb un noi i una noia que cerquen alguna cosa... Les seves traces els porten a un destí del qual no poden escapar...

## Desenvolupament i publicació
Trails Through Daybreak II és la seqüela de Trails Through Daybreak, joc desenvolupat per Nihon Falcom i publicat al Japó per a PlayStation 4 i PlayStation 5 el 29 de setembre de 2022. El 26 de gener de 2023 se'n va publicar un port per a Windows en xinès tradicional i coreà.
El 14 de febrer de 2025 va sortir-ne una versió en anglès publicada per NIS America a Amèrica del Nord i Europa per a PlayStation 4, PlayStation 5, Nintendo Switch i Windows. Abans, el 24 de gener, se n'havia publicat una demo per a PlayStation 4 i PlayStation 5, les dades desades de la qual es poden transferir al joc complet.